# Львов Михайло Лаврентійович
Миха́йло Лавре́нтійович Львов (рос. Михаил Лаврентьевич Львов; 1757 — 27 червня 1825) — російський флотоводець, генерал-майор флоту (1803).
Молодший брат генерала від інфантерії Сергія Лаврентійовича Львова 1-го (1742—1812) і генерал-майора Андрія Лаврентійовича Львова (1751—1823).

## Життєпис
Народився в родині полковника і прокурора Головної провіантської канцелярії Лаврентія Йосиповича Львова, походив з «карачевських дворян».
У 1773 році вступив до Морського кадетського корупусу. У кампанію 1775 року — гардемарин на кораблі «Преслава», в кампанію 1776 року — підпрапорщик на кораблі «Ростислав», у квітні 1777 року — мічман на кораблі «Єзекіїль» в ескадрі віце-адмірала В. Я. Чічагова. У 1778 році відправлений для навчання морській справі до Великої Британії: ходив у Вест-Індію і назад, у 1779 році на військовому кораблі крейсував Ла-Маншем.
Після повернення в Росію, 29 квітня 1780 року одержав звання лейтенанта, служив на Балтійському флоті. З 1 січня 1788 року — капітан-лейтенант. Під час російсько-шведської війни 1788—1790 років брав участь у Гогландській морській битві, у серпні 1788, командуючи фрегатом «Святий Марк», захопив біля Гангуту 14 судів, завантажених провіантом, і спалив їх. За успішний бій з ворожими канонерськими човнами нагороджений орденом Святого Володимира 4-го ступеня.
5 квітня 1789 року призначений генеральс-ад'ютантом у штаб князя Г. О. Потьомкіна, де служили його старші брати. З грудня 1789 року — командир фрегату «Святий Миколай», що будувався в Миколаєві.
У 1790 році знаходився в ескадрі віце-адмірала Ф. Ф. Ушакова, відзначився в морській битві біля Хаджибею (спалив турецький адміральський корабель, потопив декілька малих суден, а одне взяв як приз). З повідомленням про перемогу відправлений до Г. О. Потьомкіна, а від нього — у Санкт-Петербург, де був представлений імператриці Катерині II і 15 вересня 1790 року нагороджений орденом Святого Георгія 4-го ступеня. Після повернення командував фрегатом «Святий Миколай». 21 липня 1791 року знову відзначився в морській битві поблизу Варни. За бій біля мису Каліакрія нагороджений 11 вересня 1792 року золотою шпагою «За хоробрість».
У 1793 році підвищений до звання капітана 2-го рангу. З 1 січня 1796 року — капітан 1-го рангу. У лютому 1798 року за власним проханням був звільнений від служби з мундиром і пенсіоном. З 19 лютого 1803 року — радник Московської контрольної експедиції. 9 грудня 1803 року проведений у генерал-майори. 18 жовтня 1806 року вийшов у відставку.
Під час франко-російської війни 1812 року брав участь у формуванні Калузького ополчення, губернським дворянським зібранням обраний командиром 3-го пішого козачого полку (2 602 осіб). Спільно з донським козачим полком В. А. Бихалова 1-го прикривав кордонні лінії уздовж кордонів губернії.
Після закінчення воєнних дій займався веденням господарства у своєму маєтку в Мединському повіті Калузької губернії, де й помер.
Похований на кладовищі Донського монастиря в Москві.

## Нагороди
- Орден Святого Володимира 4-го ступеня (1788).
- Орден Святого Георгія 4-го ступеня (1790).
- Золота шпага «За хоробрість» (1792).